# Getand vlotgras
Getand vlotgras (Glyceria declinata, synoniem: Glyceria fluitans subsp. declinata) is een overblijvende plant die behoort tot de grassenfamilie (Poaceae).

## Determinatie
De plant wordt 15–60 cm hoog en heeft een kruipende wortelstok. De opgerichte, 1,5–2,5 mm dikke stengels zijn aan de voet geknikt of gekromd. Als ze in het water staan drijven ze soms. Het grijsgroene, 5–14 cm lange en 3–8 mm brede blad heeft een stompe top en de meestal paarsachtige bladschede is min of meer glad. Het ovale tongetje is 4–9 mm lang.
Getand vlotgras bloeit van juni tot in september met een naar één kant gekeerde, 6–30 cm lange bloeiwijze, die voor het grootste gedeelte trosvormig is. De onderste, 1,5–9,5 cm lange takken staan met 1–6 bij elkaar. De cilindrische aartjes zijn 11–25 mm lang en 1,3–3 mm breed en bevatten 8–15 bloemen. De kelkkafjes zijn ovaal. Het onderste kelkkafje is 1,4–3,5 mm lang  en het bovenste 2,5–4,9 mm. De onderste, 4–5 mm lange kroonkafjes van de onderste bloemen zijn aan de top 3- of 5-tandig, soms gegolfd en de middennerf loopt tot in de middelste tand door. De onderste kroonkafjes hebben daardoor aan de top een onderbroken vliezige rand. De bovenste, 3–5 mm lange, lancet-elliptische kroonkafjes van de onderste bloemen zijn lang tweetandig, waarbij de tanden iets boven de rand van het bovenste kroonkafje uitsteekt, dit in tegenstelling tot stomp vlotgras. De 0,5–1,4 mm lange helmknoppen zijn meestal paars, maar ze kunnen soms ook geel zijn.
De vrucht is een 1,2–2,8 mm lange en 1,0–1,2 mm brede graanvrucht.

### Gelijkende taxa
Getand vlotgras lijkt erg veel op mannagras en stomp vlotgras. Bij mannagras is het kroonkafje van de onderste bloem doorgaans spits en de aartjes zijn vrij losbloemig. Bij stomp vlotgras is het kroonkafje van de onderste bloem aan de top afgerond of met drie (zeer) vage, stompe tanden.

## Ecologie
Getand vlotgras komt voor op open plaatsen in weiland, in laagliggend weiland, waterkanten, in moerasbossen en langs en op drassige bospaden.

## Verspreiding
De plant komt van nature voor in West-, Zuidwest- en Centraal-Europa en op Madeira, in Australië en in Noord-Amerika. Getand vlotgras staat op de Nederlandse Rode lijst van planten als algemeen voorkomend en stabiel of toegenomen. Het aantal chromosomen 2n = 20.

## Fotogalerij

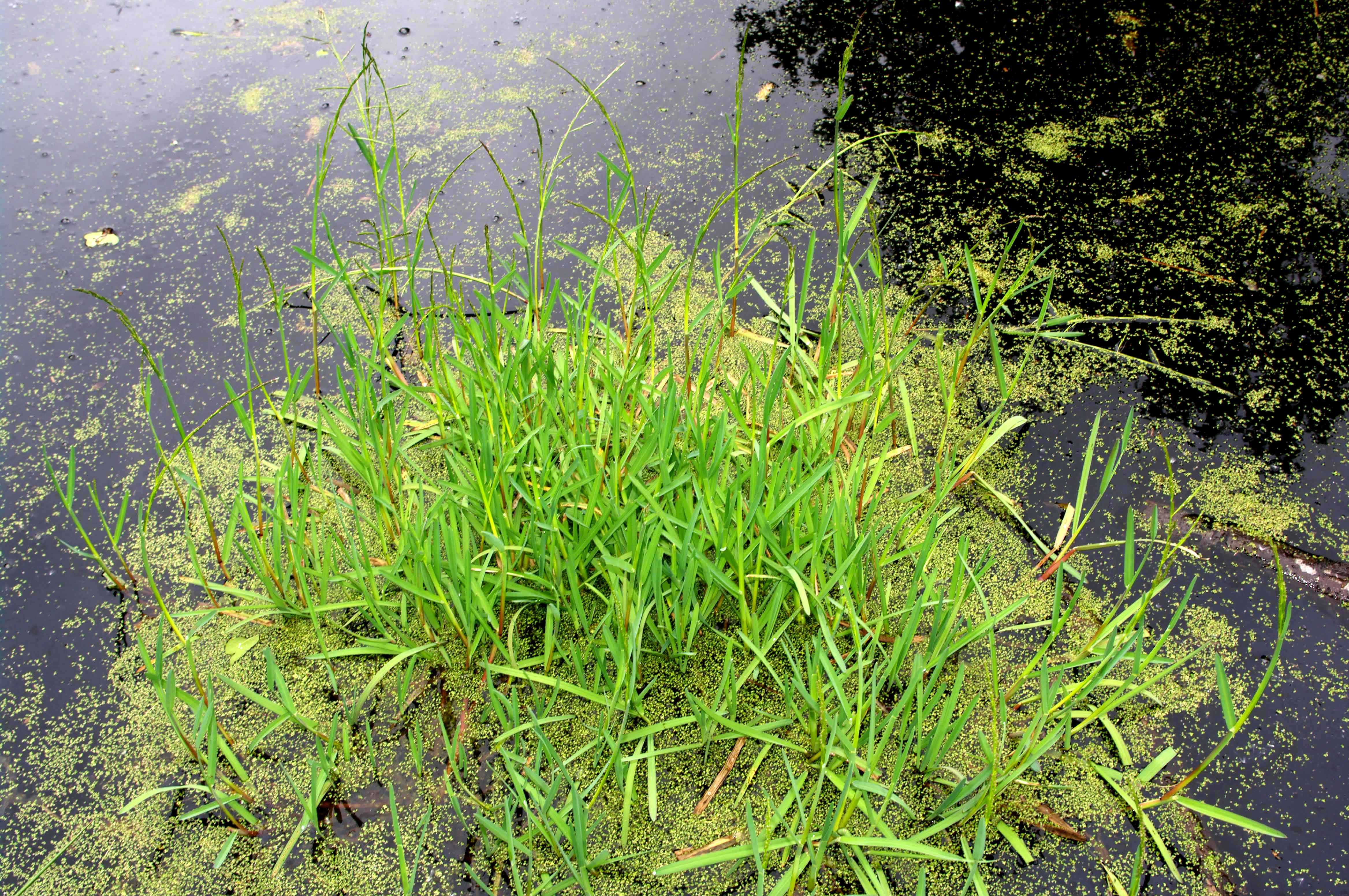
Planten
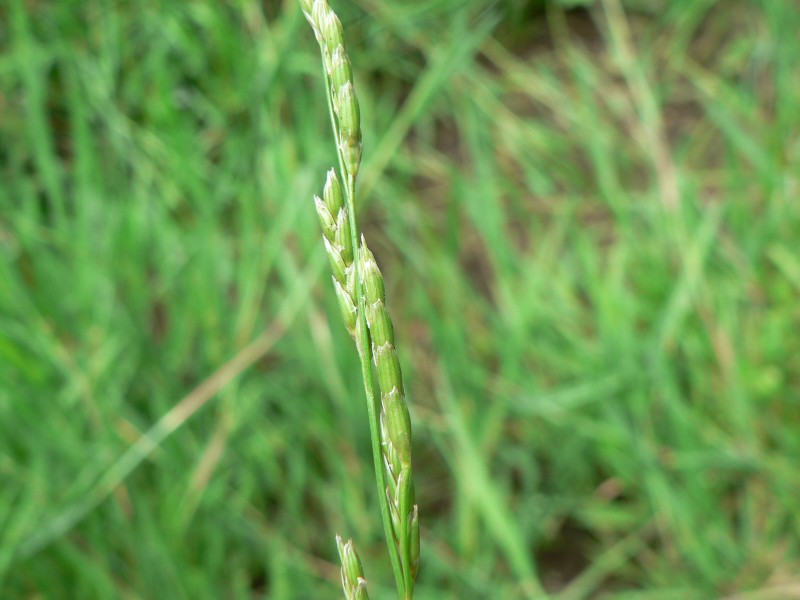
Bloeiwijze
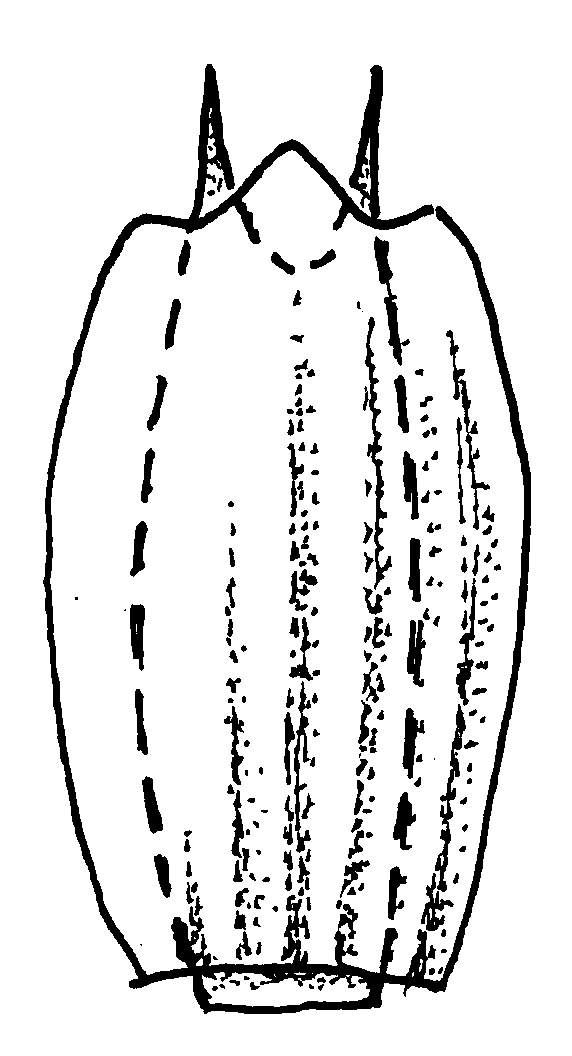
Kelkkafje met erachter bovenste kroonkafje
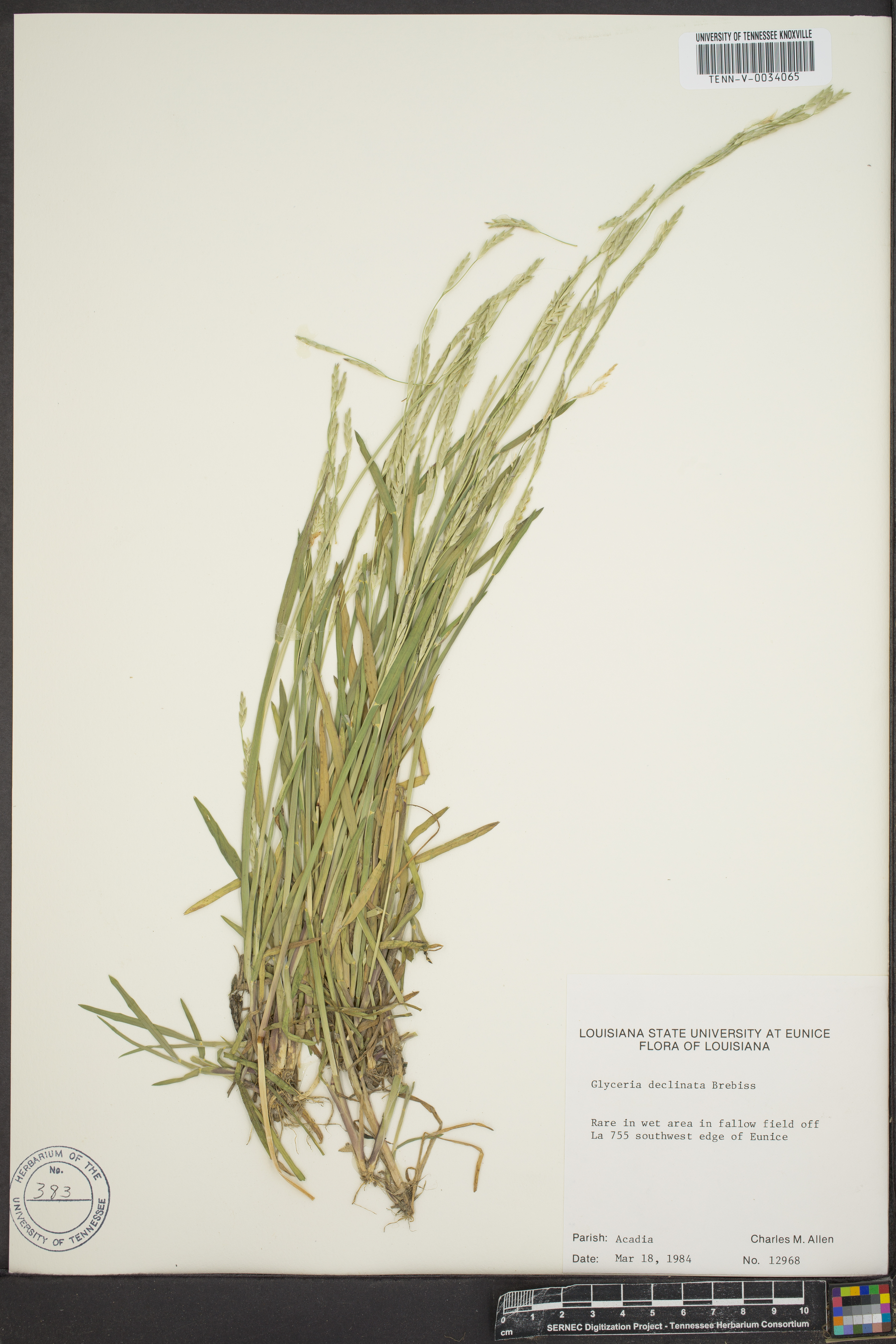
Herbarium exemplaar